# Чермей
Чермей (рум. Cermei) — село у повіті Арад в Румунії. Адміністративний центр комуни Чермей.
Село розташоване на відстані 405 км на північний захід від Бухареста, 58 км на північний схід від Арада, 136 км на захід від Клуж-Напоки, 99 км на північний схід від Тімішоари.

## Населення
За даними перепису населення 2002 року у селі проживали 1824 особи.
Національний склад населення села:
| Національність | Кількість осіб | Відсоток |
| -------------- | -------------- | -------- |
| румуни         | 1561           | 85,6%    |
| угорці         | 197            | 10,8%    |
| цигани         | 39             | 2,1%     |
| німці          | 16             | 0,9%     |
| поляки         | 9              | 0,5%     |

Рідною мовою назвали:
| Мова      | Кількість осіб | Відсоток |
| --------- | -------------- | -------- |
| румунська | 1621           | 88,9%    |
| угорська  | 184            | 10,1%    |
| німецька  | 10             | 0,5%     |
| польська  | 7              | 0,4%     |